# Вороньковский сельский совет (Чернухинский район)
Вороньковский сельский совет (укр. Вороньківська сільська рада) — входит в состав
Чернухинского района
Полтавской области
Украины.
Административный центр сельского совета находится в 
с. Вороньки.

## Населённые пункты совета
- с. Вороньки
- с. Гайки
- с. Красное
- с. Новая Диброва
- с. Позники
- с. Яцюково